# Gran Premio motociclistico di Gran Bretagna 1999
Il Gran Premio motociclistico di Gran Bretagna 1999 corso il 4 luglio, è stato l'ottavo Gran Premio della stagione 1999 e ha visto vincere la Honda di Àlex Crivillé nella classe 500, Valentino Rossi nella classe 250 e Masao Azuma nella classe 125.

## Classe 500
Nella gara di questa classe, 11 piloti hanno tagliato il traguardo e, di conseguenza, hanno tutti conseguito punteggio valido per il mondiale.

### Arrivati al traguardo
| Pos | Nº | Pilota              | Squadra                   | Motocicletta | Giri | Tempo     | Griglia | Punti |
| --- | -- | ------------------- | ------------------------- | ------------ | ---- | --------- | ------- | ----- |
| 1   | 3  | Àlex Crivillé       | Repsol Honda              | Honda        | 30   | 47:06.290 | 2       | 25    |
| 2   | 8  | Tadayuki Okada      | Repsol Honda              | Honda        | 30   | +0.536    | 1       | 20    |
| 3   | 31 | Tetsuya Harada      | Aprilia Grand Prix Racing | Aprilia      | 30   | +0.981    | 7       | 16    |
| 4   | 2  | Max Biaggi          | Marlboro Yamaha           | Yamaha       | 30   | +10.020   | 3       | 13    |
| 5   | 5  | Alex Barros         | MoviStar Honda Pons       | Honda        | 30   | +21.316   | 11      | 11    |
| 6   | 6  | Norick Abe          | Antena 3 Yamaha-D'Antin   | Yamaha       | 30   | +21.491   | 6       | 10    |
| 7   | 14 | Juan Bautista Borja | MoviStar Honda Pons       | Honda        | 30   | +21.959   | 6       | 9     |
| 8   | 10 | Kenny Roberts Jr    | Suzuki Grand Prix         | Suzuki       | 30   | +22.230   | 5       | 8     |
| 9   | 19 | John Kocinski       | Kanemoto Honda            | Honda        | 30   | +1:01.073 | 10      | 7     |
| 10  | 11 | Simon Crafar        | Biland GP1                | MuZ Weber    | 30   | +1:06.969 | 19      | 6     |
| 11  | 21 | Michael Rutter      | Millar Honda              | Honda        | 29   | +1 giro   | 21      | 5     |

### Ritirati
| Nº | Pilota                   | Squadra              | Motocicletta | Giri | Griglia |
| -- | ------------------------ | -------------------- | ------------ | ---- | ------- |
| 55 | Régis Laconi             | Red Bull Yamaha WCM  | Yamaha       | 25   | 8       |
| 46 | John McGuinness          | Vimto Honda          | Honda        | 23   | 22      |
| 26 | Haruchika Aoki           | F.C.C. TSR           | TSR-Honda    | 17   | 14      |
| 24 | Garry McCoy              | Red Bull Yamaha WCM  | Yamaha       | 15   | 16      |
| 22 | Sébastien Gimbert        | Tecmas Honda Elf     | Honda        | 13   | 20      |
| 17 | Jurgen van den Goorbergh | Biland GP1           | MuZ Weber    | 10   | 17      |
| 25 | José Luis Cardoso        | Maxon TSR            | TSR-Honda    | 7    | 18      |
| 9  | Nobuatsu Aoki            | Suzuki Grand Prix    | Suzuki       | 2    | 12      |
| 69 | James Whitham            | Proton KR Modenas    | Modenas KR3  | 1    | 15      |
| 18 | Markus Ober              | Dee Cee Jeans Racing | Honda        | 1    | 23      |
| 4  | Carlos Checa             | Marlboro Yamaha      | Yamaha       | 1    | 13      |

### Non partito
| Nº | Pilota        | Moto  | Griglia |
| -- | ------------- | ----- | ------- |
| 15 | Sete Gibernau | Honda | 9       |

## Classe 250

### Arrivati al traguardo
| Pos | Nº | Pilota            | Squadra                    | Motocicletta | Giri | Tempo     | Griglia | Punti |
| --- | -- | ----------------- | -------------------------- | ------------ | ---- | --------- | ------- | ----- |
| 1   | 46 | Valentino Rossi   | Aprilia Grand Prix Racing  | Aprilia      | 27   | 42:54.311 | 3       | 25    |
| 2   | 1  | Loris Capirossi   | Elf Axo Honda Gresini      | Honda        | 27   | +1.261    | 1       | 20    |
| 3   | 56 | Shin'ya Nakano    | Chesterfield Yamaha Tech 3 | Yamaha       | 27   | +8.162    | 6       | 16    |
| 4   | 4  | Tōru Ukawa        | Shell Advance Honda        | Honda        | 27   | +9.000    | 4       | 13    |
| 5   | 7  | Stefano Perugini  | Fila Watches Honda         | Honda        | 27   | +14.131   | 9       | 11    |
| 6   | 9  | Jeremy McWilliams | QUB Team Optimum           | Aprilia      | 27   | +17.368   | 8       | 10    |
| 7   | 34 | Marcellino Lucchi | Docshop Racing             | Aprilia      | 27   | +23.720   | 5       | 9     |
| 8   | 6  | Ralf Waldmann     | Aprilia Germany            | Aprilia      | 27   | +25.636   | 2       | 8     |
| 9   | 36 | Masaki Tokudome   | Dee Cee Jeans Racing       | TSR-Honda    | 27   | +46.825   | 11      | 7     |
| 10  | 37 | Luca Boscoscuro   | Polini                     | TSR-Honda    | 27   | +48.712   | 14      | 6     |
| 11  | 14 | Anthony West      | Shell Advance Honda        | TSR-Honda    | 27   | +52.790   | 13      | 5     |
| 12  | 77 | Jamie Robinson    | Chesterfield Yamaha Tech 3 | Yamaha       | 27   | +53.854   | 17      | 4     |
| 13  | 66 | Alex Hofmann      | Racing Factory             | TSR-Honda    | 27   | +1:01.522 | 18      | 3     |
| 14  | 11 | Tomomi Manako     | Yamaha Kurz Aral           | Yamaha       | 27   | +1:03.660 | 12      | 2     |
| 15  | 23 | Julien Allemand   | Tecmas Honda Elf           | TSR-Honda    | 27   | +1:14.867 | 16      | 1     |
| 16  | 15 | David García      | Antena 3 Yamaha-D'Antin    | Yamaha       | 27   | +1:30.127 | 22      |       |
| 17  | 10 | Fonsi Nieto       | Antena 3 Yamaha-D'Antin    | Yamaha       | 27   | +1:31.582 | 21      |       |
| 18  | 16 | Johan Stigefelt   | Edo Racing                 | Yamaha       | 27   | +1:57.072 | 20      |       |
| 19  | 41 | Jarno Janssen     | Rizla Honda                | TSR-Honda    | 27   | +2:07.055 | 26      |       |

### Ritirati
| Nº | Pilota             | Squadra                | Motocicletta | Giri | Griglia |
| -- | ------------------ | ---------------------- | ------------ | ---- | ------- |
| 21 | Franco Battaini    | FGF Battaini Racing    | Aprilia      | 24   | 7       |
| 17 | Maurice Bolwerk    | Rizla Honda            | TSR-Honda    | 20   | 23      |
| 58 | Matias Rios        | PR2 Mitsubishi         | Aprilia      | 18   | 28      |
| 12 | Sebastián Porto    | Semprucci Biesse-Group | Yamaha       | 11   | 15      |
| 24 | Jason Vincent      | Padgetts HRC Shop      | Honda        | 11   | 10      |
| 79 | Shane Norval       | Help Hire Bike Assist  | Honda        | 9    | 19      |
| 78 | Paul Jones         | Vimto Honda            | Honda        | 9    | 25      |
| 80 | Adrian Coates      | Toby Hurst Racing      | Honda        | 9    | 24      |
| 22 | Lucas Oliver Bultó | Yamaha Kurz Aral       | Yamaha       | 1    | 27      |

## Classe 125

### Arrivati al traguardo
| Pos | Nº | Pilota               | Squadra                     | Motocicletta | Giri | Tempo     | Griglia | Punti |
| --- | -- | -------------------- | --------------------------- | ------------ | ---- | --------- | ------- | ----- |
| 1   | 4  | Masao Azuma          | Benetton Playlife           | Honda        | 26   | 43:21.690 | 7       | 25    |
| 2   | 6  | Noboru Ueda          | Givi Honda LCR              | Honda        | 26   | +1.783    | 8       | 20    |
| 3   | 7  | Emilio Alzamora      | Via Digital Team            | Honda        | 26   | +2.010    | 2       | 16    |
| 4   | 15 | Roberto Locatelli    | Vasco Rossi Racing          | Aprilia      | 26   | +2.380    | 5       | 13    |
| 5   | 13 | Marco Melandri       | Benetton Playlife           | Honda        | 26   | +10.516   | 6       | 11    |
| 6   | 8  | Gianluigi Scalvini   | Inoxmacel Fontana Racing    | Aprilia      | 26   | +10.615   | 1       | 10    |
| 7   | 41 | Yōichi Ui            | Festina-Derbi               | Derbi        | 26   | +11.195   | 3       | 9     |
| 8   | 23 | Gino Borsoi          | Semprucci Biesse-Group      | Aprilia      | 26   | +20.969   | 10      | 8     |
| 9   | 21 | Arnaud Vincent       | C.C. Valencia               | Aprilia      | 26   | +27.809   | 4       | 7     |
| 10  | 32 | Mirko Giansanti      | Kappa Racing                | Aprilia      | 26   | +32.981   | 13      | 6     |
| 11  | 26 | Ivan Goi             | Matteoni Racing             | Honda        | 26   | +33.839   | 14      | 5     |
| 12  | 22 | Pablo Nieto          | Festina-Derbi               | Derbi        | 26   | +34.250   | 24      | 4     |
| 13  | 1  | Kazuto Sakata        | M.T.P. - Team Pileri        | Honda        | 26   | +43.194   | 12      | 3     |
| 14  | 18 | Reinhard Stolz       | Polini                      | Honda        | 26   | +44.396   | 17      | 2     |
| 15  | 10 | Jerónimo Vidal       | C.C. Valencia               | Aprilia      | 26   | +46.529   | 15      | 1     |
| 16  | 44 | Alessandro Brannetti | Future Strategies           | Aprilia      | 26   | +1:11.284 | 22      |       |
| 17  | 29 | Ángel Nieto Jr       | Via Digital Team            | Honda        | 26   | +1:11.774 | 23      |       |
| 18  | 11 | Max Sabbatani        | Matteoni Racing             | Honda        | 26   | +1:16.580 | 19      |       |
| 19  | 72 | Leon Haslam          | Honda Britain               | Honda        | 25   | +1 giro   | 25      |       |
| 20  | 75 | Kenny Tibble         | Rheos Helmets / Honda Brita | Honda        | 25   | +1 giro   | 29      |       |

### Ritirati
| Nº | Pilota            | Squadra              | Motocicletta | Giri | Griglia |
| -- | ----------------- | -------------------- | ------------ | ---- | ------- |
| 5  | Lucio Cecchinello | Givi Honda LCR       | Honda        | 17   | 11      |
| 74 | Chris Burns       | RCD Motorsport       | Honda        | 17   | 26      |
| 9  | Frédéric Petit    | Racing Moto Sport    | Aprilia      | 11   | 18      |
| 73 | Andrew Notman     | Speedline-Nrg        | Honda        | 11   | 27      |
| 12 | Randy de Puniet   | Scrab Competition    | Aprilia      | 9    | 16      |
| 16 | Simone Sanna      | Polini               | Honda        | 2    | 9       |
| 54 | Manuel Poggiali   | Kappa Racing         | Aprilia      | 1    | 21      |
| 20 | Bernhard Absmeier | Mayer-Rubatto Racing | Aprilia      | 1    | 20      |

### Non partito
| Nº | Pilota        | Moto    | Griglia |
| -- | ------------- | ------- | ------- |
| 17 | Steve Jenkner | Aprilia | 28      |